# Humbert Lundén
Anders Pontus Humbert Lundén (Gotemburgo, 7 de janeiro de 1882 — Estocolmo, 5 de fevereiro de 1961) foi um velejador sueco, campeão olímpico. Ele competiu nos Jogos Olímpicos de Verão de 1912 na classe 10 Metre e conquistou a medalha de ouro na disputa a bordo do Kitty com Carl Hellström, Filip Ericsson, Paul Isberg, Herman Nyberg, Harry Rosenswärd, Erik Wallerius e Harald Wallin.